# Стеноз позвоночного канала
Стеноз позвоночного канала — хронический процесс, характеризующийся патологическим сужением центрального позвоночного канала, латерального кармана или межпозвонкового отверстия костными, хрящевыми и мягкоткаными структурами, с вторжением их в пространства, занимаемые нервными корешками и спинным мозгом.
Сужение позвоночного канала, вызываемое грыжами диска, которые приводят к острой компрессии нервно-сосудистых структур, к стенозу обычно не относится.

## Стеноз поясничного отдела позвоночника
Стеноз позвоночного канала является заболеванием, включает сочетание сужения позвоночного канала согласно либо компьютерной томографии (КТ), либо магнитно-резонансной томографии (МРТ) либо рентгенографии позвоночника (спондилографии) и характерных клинических симптомов. При проведении МРТ лицам старше 60 лет отмечено, что 21 % из них имел рентгенологические признаки сужения позвоночного канала на поясничном уровне. Лишь треть (33 %) предъявляли характерные для стеноза жалобы.

### Историческая справка
В 1803 году Антуан Портал впервые сообщил о сужении позвоночного канала, вызванном патологическим искривлением позвоночного столба. Основной причиной искривлений были рахит и венерические заболевания. В одном из наблюдений этого исследователя просвет позвоночного канала был уменьшен вдвое. Особенно важным является отмеченное автором развитие у части больных слабости в ногах, мышечной атрофии и даже паралича нижних конечностей. С 1954 года Хенком Вербистом начата разработка данной темы. Он описал наблюдение 4 больных с узким позвоночным каналом на поясничном уровне, у которых проведение ламинэктомии привело к полному исчезновению жалоб. Автором внедрены понятия «абсолютный» и «относительный» стеноз, а также описан синдром «нейрогенной перемежающейся хромоты». С этого момента отмечается неуклонный рост интереса к данной проблеме, поиск новых методов лечения.
Внедрение в широкую клиническую практику КТ и МРТ привело к значительному увеличению диагностируемости данной патологии.

### Классификация
- По анатомическим критериям различают
  - центральный стеноз — уменьшение расстояния от задней поверхности тела позвонка до ближайшей противоположной точки на дужке у основания остистого отростка (до 12 мм — относительный стеноз, 10 мм и меньше — абсолютный) либо площади позвоночного канала (до 100 мм² — относительный стеноз, 75 мм² и менее — абсолютный стеноз)
  - латеральные стенозы — сужение корешкового канала и межпозвонкового отверстия до 4 мм и менее
- По этиологии различают
  - врождённый или идиопатический стеноз; ахондроплазию
  - приобретённый стеноз
  - комбинированный стеноз — любое сочетание врождённого и приобретённого стеноза[7]

### Эпидемиология
Стеноз позвоночного канала на поясничном уровне является весьма распространённым заболеванием. Его частота резко возрастает у людей старше 50 лет и в данной возрастной группе составляет от 1.8 до 8 %. По данным датских авторов, стеноз поясничного отдела позвоночника встречается с частотой 272 случая на 1 000 000 населения в год. Ежегодно по поводу данной проблемы в скандинавских странах оперируется 9,7 на 100 000 населения.

### Этиология
Врождённый стеноз обусловлен анатомическими особенностями строения позвоночника у человека и проявляется
- укорочением дуги позвонков
- ахондроплазией (увеличение толщины дуги позвонка, укорочение ножки и уменьшение высоты тела позвонка)
- хрящевой и фиброзной диастематомиелией[10]

Причины возникновения приобретённого стеноза различны. Основными являются:
- деформирующий спондилоартроз с гипертрофией межпозвонковых суставов, образованием краевых остеофитов
- оссифицированные грыжи межпозвонковых дисков
- гипертрофия и оссификация жёлтой связки
- болезнь Форестье (диффузный идиопатический гиперостоз ревматоидной природы)
- болезнь Бехтерева
- спондилолистез дегенеративно-дистрофического генеза
- ятрогенный стеноз — образование субарахноидальных спаек и/или послеоперационных рубцов
  - «стальной стеноз» — внедрение металлических конструкций в просвет позвоночного или радикулярного канала

Центральный стеноз возникает за счёт патологических процессов в анатомических структурах формирующих позвоночный канал (в частности межпозвонковых дисках, межпозвонковых суставах, жёлтой связке, задней продольной связке), в котором содержатся спинномозговой мешок с включенными в него нервными корешками.
Латеральный стеноз может возникать в одной или нескольких из трёх анатомических зон: зоне входа (латеральном рецессусе), средней зоне и зоне выхода (межпозвонковом отверстии).
- Латеральный рецессус ограничен
  - сзади — верхним суставным отростком позвонка
  - медиально — мешком твёрдой мозговой оболочки
  - латерально — ножкой позвонка
  - каудально — телом позвонка
  - рострально — межпозвонковым диском

В норме высота латерального рецессуса составляет 5 мм. Уменьшение его размера до 3-4 мм определяется как стеноз. В большинстве случаев стеноз латерального рецессуса вызывается либо гипертрофией верхнего суставного отростка позвонка либо заднелатеральной грыжей межпозвонкового диска.
- Средняя зона ограничена
  - сзади — межпозвонковым суставом
  - сверху — ножкой позвонка
  - спереди — телом позвонка
  - медиально — собственно позвоночным каналом.

Сужение средней зоны и соответственно компрессия корешка могут возникать при спондилолистезе и ротационных деформациях.
- Межпозвонковое отверстие ограничено
  - сверху и снизу — ножками соседних позвонков
  - спереди — телами соседних позвонков и находящимся между ними межпозвонковым диском
  - сзади — межпозвонковым суставом и латеральной частью жёлтой связки

В норме высота межпозвонкового отверстия составляет 20-30 мм, ширина 8-10 мм, площадь от 40 до 160 мм². Снижении высоты межпозвонкового отверстия менее 15 мм трактуется как его стеноз (в сочетании с клиническими признаками поражения нервного корешка).
Стеноз межпозвонкового отверстия чаще встречается в нижнем поясничном отделе.

### Патогенез
Патофизиологические механизмы, вызывающие развитие характерных жалоб, обусловлены сочетанием трёх групп факторов — повышения эпидурального давления, асептического воспаления и ишемии. Возникновение каждого из них обусловлено хроническим сдавлением нервно-сосудистых структур позвоночного канала.
За счёт хронической компрессии возникает несоответствие кровотока к нервным структурам позвоночного канала. Уровень поступающей крови снижается и соответственно возникает ишемия нервного корешка (при латеральном стенозе) и конского хвоста (cauda equina) (при центральном). При комбинированном стенозе наблюдается сочетание ишемии как конского хвоста, так и нервного корешка. Отмечено, что явления ишемии вызывают процессы демиелинизации, образование спаек между мягкой и арахноидальной мозговыми оболочками, развитие интерстициального фиброза и рубцово-спаечного эпидурита.
Потребность в кислороде возрастает при усилении биохимических процессов. Этим объясняется тот факт, что жалобы на боли в спине и/или ногах, слабость при стенозе позвоночного канала возникают при ходьбе.
Несоответствие объёма нервно-сосудистых структур объёму позвоночного канала вызывает повышение эпидурального давления и как следствие вызывает возникновение воспалительного процесса. Эпидуральное давление повышается при ходьбе, что вызывает продукцию эктопических нервных импульсов и проявляется возникновением болевых ощущений.
Особенностью патогенеза позвоночного канала является зависимость его объёма от положения тела. Когда человек приседает, поясничный лордоз выпрямляется или кифозируется, суставные отростки расходятся, увеличивается просвет межпозвонкового отверстия, освобождая сдавленные кровеносные сосуды, что приводит к восстановлению нормального кровотока, а значит, и питания ишемизированных невральных элементов.
При сгибании высота межпозвонкового отверстия увеличивается на 12 %, при разгибании уменьшается на 15 %. Этим объясняется характерная жалоба, которая состоит в регрессе боли вплоть до полного исчезновения при присаживании, нагибании. Более того, на основании этого симптома проводят дифференциальную диагностику между нейрогенной (при стенозе позвоночного канала) и сосудистой перемежающейся хромотой. Так, при нейрогенной перемежающейся хромоте в отличие от сосудистой человек может достаточно долго работать на велотренажере, не испытывают жалоб при длительном вождении автомобиля.

#### Стеноз позвоночного канала как следствие остеохондроза
Наиболее часто приобретённый стеноз позвоночного канала является последней 4-й стадией остеохондроза позвоночника. Её возникновение характеризуется тем, что на фоне нестабильности позвоночно-двигательного сегмента (3-я стадия остеохондроза) развиваются компенсаторные процессы направленные на его стабилизацию. К ним относятся разрастание костной ткани в виде остеофитов, артроз межпозвонковых суставов. Межпозвонковые суставы ограничивают как позвоночный канал, так и зоны входа нервного корешка, промежуточную зону и межпозвонковое отверстие. Соответственно разрастание межпозвонковых суставов приводит к сужению вышеуказанных анатомических образований и соответственно к развитию стеноза.

### Клиника
При исследовании группы больных со стенозом позвоночного канала на поясничном уровне отмечено, что ведущими жалобами являются:
- боль в спине (95 %)
- синдром нейрогенной перемежающейся хромоты (91 %)
- радикулярная боль в одной или двух ногах (71 %)
- слабость в одной или двух ногах (33 %)

У больных, которые отмечали сочетание боли в ноге и пояснице 70 % отмечали одинаковую интенсивность боли в ноге и пояснице, у 25 % преобладала боль в ногах. В 58 % случаев боль имелась в одной ноге и в 42 % она была двусторонней. У большинства больных отмечалась радикулопатия нескольких нервных корешков. В основном боль при стенозе позвоночного канала распространяется в дерматомах L5 (91 %) и SI (63 %), реже в дерматомах L1-L4 (28 %).
В монографии Зозули Ю. А. и соавторов приведена таблица частоты встречаемости различных жалоб у больных со стенозом позвоночного канала.
| симптомы                                         | частота встречаемости % |
| ------------------------------------------------ | ----------------------- |
| Люмбалгия (боль в пояснице)                      | 96                      |
| Нейрогенная перемежающаяся хромота               | 92                      |
| Симптомы натяжения (Лассега, Вассермана и др.)   | 75                      |
| Нарушение чувствительности в ногах               | 63                      |
| Парезы в ногах                                   | 59                      |
| Ишиалгия (боль в ноге)                           | 54                      |
| Гипотрофия мышц нижних конечностей               | 43                      |
| Нарушения чувствительности в аногенитальной зоне | 21                      |
| Судороги икроножных мышц                         | 20                      |
| Нарушение функции тазовых органов                | 14                      |

Нейрогенная перемежающаяся хромота является патогномоничным симптомом, позволяющим ещё до проведения дополнительных методов обследования предположить наличие стеноза позвоночного канала. Для неё характерно появление боли при ходьбе, которая регрессирует при присаживании либо наклонении туловища вперёд. После этого человек снова может пройти определённую дистанцию до появления болезненных ощущений. В положении сидя больной может выполнять любую работу (велотренажёр, вождение автомобиля) без возникновения боли. Интенсивность нейрогенной перемежающейся хромоты оценивается в расстоянии (метрах), которое может пройти человек до появления боли.

### Диагностика
Диагноз стеноза позвоночного канала может быть установлен на основании сочетания клинических жалоб и сужения просвета позвоночного канала соответственно данным дополнительных методов исследования.
Сужение позвоночного канала (переднезадний размер менее 12 мм) может быть выявлено согласно магнитно-резонансной томографии, компьютерной томографии и рентгенографии (спондилографии) позвоночника.

### Лечение
Лечение стеноза позвоночного канала может быть консервативным и оперативным.

#### Консервативное лечение
Консервативное лечение включает в себя назначение анталгических, сосудистых, противовоспалительных препаратов. Однако оно является недостаточно эффективным в лечении стеноза позвоночного канала, так как приводит к улучшению самочувствия у 32—45 % больных.

#### Хирургическое лечение
Хирургическое лечение стеноза позвоночного канала имеет ряд особенностей. Во-первых, имеется несколько типов операций применяемых при стенозе:
- декомпрессивная ламинэктомия
- установка стабилизирующих систем
- установка систем межостистой фиксации

Во-вторых стеноз, позвоночного канала часто сочетается с другими видами патологии позвоночника, такими как нестабильность и грыжи межпозвонковых дисков.

##### Декомпрессивная ламинэктомия
Декомпрессивная ламинэктомия включает в себя резекцию структур, которые приводят к сдавлению нервного корешка и/или конского хвоста (cauda equina) задним доступом, а именно остистого отростка. дуг позвонков, жёлтой связки, межпозвонковых суставов.
В историческом аспекте декомпрессивная ламинэктомия была первым типом операций, применяемых для лечения стеноза позвоночного канала.
В то же время проведение декомпрессивной ламинэктомии имеет целый ряд недостатков, которые приводят к её недостаточной эффективности. Так вследствие данной операции происходит удаление тех структур, которые формируют третью опорную колонну позвоночника по Денису или вторую опорную колонну позвночника по Holdsworth. Результатом в большом количестве случаев становится развитие нестабильности позвоночника, что приводит к неудовлетворительным результатам лечения, синдрому неудачно оперированного позвоночника. Различные источники указывают на 13—43 % риск развития нестабильности после проведения декомпрессивной ламинэктомии.
Так, проведя анализ своего клинического материала, накопленного в течение 27 лет, пионер изучения стеноза позвоночного канала Хенк Вербист отметил, что количество отличных и хороших результатов после проведения декомпрессивной ламинэктомии составляет 68 %. В другом исследовании был произведен опрос 119 больных со стенозом позвоночного канала, оперированных методом декомпрессивной ламинэктомии, и средним катамнезом в 4,6 года. 37 % больных оценивали своё состояние после операции как «значительно лучше», 29 % — «несколько лучше», 17 % — «без изменений», 5 % — «несколько хуже», 12 % — «значительно хуже». Также было отмечено, что количество неудовлетворительных результатов возрастает с течением времени.
Недостаточная эффективность декомпрессивной ламинэктомии, вследствие развития нестабильности позвоночника, привела к её дополнению во многих случаях стабилизирующими операциями.

##### Стабилизирующие операции
Сторонники фиксации позвоночника после ламинэктомии ссылаются на биомеханические данные. Обнаружено, что ламинэктомия приводит к увеличению объёма движения при флексии на 16 % (Р < 0,05), экстензии на 14 % (Р < 0,04) аксиальной ротации на 23 % (Р < 0,03). При флексии натяжение фиброзного кольца диска после интерламинарной декомпрессии увеличивается на 20 %, а после ламинэктомии на 130 %.
Дополнение декомпрессивной ламинэктомии системами стабилизации (передними или задними) значительно улучшило результаты хирургического лечения стеноза позвоночного канала.
В то же время применение стабилизирующих систем не лишено недостатков. Кроме возможных осложнений, во время их установки, возникают нарушения биомеханики соседних со стабилизируемыми позвоночно-двигательных сегментов, которые проявляются их гипермобильностью. Это в свою очередь приводит к развитию, так называемой «болезни смежного уровня». Она включает в себя развитие спондилолистеза, стеноза позвоночного канала, переломов, сколиоза.
Недостаточная эффективность декомпрессивной ламинэктомии за счёт развития нестабильности позвоночника, развитие «болезни смежного уровня» при дополнении декомпрессии установкой стабилизирующих систем привело к поиску альтернативных методов хирургического лечения стеноза позвоночного канала.

##### Системы межостистой фиксации
Концепция динамической стабилизации основывается на том, что пусковым механизмом стеноза позвоночного канала является уменьшение высоты межпозвонкового диска вследствие дегенеративных изменений, что в свою очередь, обусловливает перераспределение осевой нагрузки с передних опорных столбов на задние (до 70 %). Использование динамической межостистой фиксации обеспечивает снижение нагрузки на задние опорные столбы и расширение площади позвоночного канала, что способствует уменьшению или исчезновению люмбалгического синдрома, обусловленного фасет-синдромом.
Техника установки систем межостистой динамической фиксации заключается в проведении задней декомпрессии (системы Stenofix, Cophlex, DIAM, WALLIS), с последующей установкой в межостистый промежуток имплантатов, которые с одной стороны восстанавливают заднюю опорную колонну (по Денису) позвоночника, а с другой сохраняют возможность сгибания и разгибания как в оперируемом так и в смежных позвоночно-двигательных сегментах.
Эффективность оперативных вмешательств по поводу стеноза позвоночного канала, в которых совмещены микрохирургическая декомпрессия и динамическая межостистая стабилизация, составляет 87 %, они позволяют значительно сократить сроки
восстановления трудоспособности.
Особенностью систем межостистой динамической фиксации является возможность осуществление как сгибания, так и разгибания в позвоночно-двигательном сегменте, что предотвращает развитие у больных «болезни смежных уровней».
При установке имплантатов в межостистый промежуток также уменьшается нагрузка на межпозвонковые суставы, происходит аксиальная декомпрессия корешков вследствие увеличения высоты межпозвонковых отверстий. Уменьшение нагрузки на суставы способствует релаксации связочного аппарата.
Противопоказанием к применению межостистой динамической стабилизации является нестабильность в позвоночно-двигательном сегменте. Поскольку они стабилизируют лишь задние опорные столбы (по Денису), то их лечебный эффект при данной патологии оказывается недостаточным.
На данный момент в медицине используются следующие системы межостистой динамической фиксации — Coflex (Co-promotes flexion) — синоним U-имплантат, DIAM (Device for Intervertebral Assisted Motion), Wallis (Wall Inter Spinously placed), X-Stop (eXtension Stop), In-Space и Aperius.

##### Особенности хирургического лечения стеноза сочетающегося с нестабильностью
При сочетании стеноза позвоночного канала с нестабильностью позвоночника применение лишь декомпрессии или систем межостистой динамической фиксации неприемлемо, так как вызовет нарастание нестабильности и ухудшение самочувствия больного.
При нестабильности в сочетании со стенозом позвоночного канала методом выбора является применение стабилизирующих систем (как передних, так и задних).

##### Особенности хирургического лечения стеноза позвоночного канала в сочетании с межпозвонковыми грыжами
Сужение позвоночного канала приводит к тому, что появление даже небольшой по размерам протрузии межпозвонкового диска переводя состояние субкомпенсации в декомпенсации. Резкое нарастание клинических проявлений, вызванных грыжей межпозвонковых дисков свидетельствует о сочетании её с сужением позвоночного канала.
Данное сочетание требует проведения микродискэктомии, особенностью которой является широкая резекция костных структур (межпозвонкового сустава, полудуги позвонка) вызывающих сужение позвоночного канала.